# 부강화물선
부강화물선(芙江貨物線)은 세종특별자치시의 부강역에서 부강화물역까지를 잇는 총연장 2.9km인 한국철도공사의 철도 노선(화물선)이다. 이 노선은 화물 전용 노선이며, 경부선과의 평면교차를 방지하기 위해 전 구간이 복선으로 설계·준공되었다.

## 노선 정보
- 노선 거리 : 2.9km
- 운영 기관 : 한국철도공사(전 구간)
- 궤간 : 1435mm(표준궤)
- 통행 방식 : -
- 역 수 : 2
- 복선 구간 : 전 구간(2.9km)
- 전철화 구간 : 없음
- 보안 장치 : ATS

## 연혁
- 2010년 1월 2일 : 부강화물선 부강~부강화물 간 2.9km 개통[1]
- 2019년 4월 17일 : 철도 노선번호 변경에 따라 30214로 변경[2]

## 역 목록
| 역명     | 로마자 역명  | 한자 역명 | 역간 거리 (km) | 영업 거리 (km) | 접속 노선 | 소재지         | 비고   |
| -------- | ------------ | --------- | -------------- | -------------- | --------- | -------------- | ------ |
| 부강     | Bugang       | 芙江      | 0.0            | 0.0            | 경부선    | 세종특별자치시 |        |
| 부강화물 | Buganghwamul | 芙江貨物  | 2.9            | 2.9            |           | 세종특별자치시 | 화물역 |